# التسلسل الهرمي للنفايات

التسلسل الهرمي للنفايات

التسلسل الهرمي للنفايات يشير إلى 3Rs هي خفض وتدويروإعادة استخدام النفايات، والتي تصنف استراتيجيات إدارة النفايات حسب وضعها. 3Rs من المفترض أن تكون على رأس التسلسل الهرمي، في الترتيب من حيث الأهمية.
التسلسل الهرمي للنفايات اتخذ أشكالا عديدة على مدى العقد الماضي، ولكن المفهوم الأساسي بقي حجر الزاوية في معظم استراتيجيات الحد من النفايات. الهدف من التسلسل الهرمي للنفايات هو استخراج أقصى قدر من المنافع العملية من المنتجات وإنتاج الحد الأدنى من النفايات.
بعض الخبراء في مجال إدارة النفايات أدرجت مؤخرا «إعادة التفكير» والتي معناها ضمنيا أن النظام الحالي قد يكون له عيوب جوهرية، وبأن وجود نظام شامل فعال لإدارة النفايات قد يحتاج طريقة جديدة تماما للنظر للنفايات. الحد من المصدر يشمل ' الجهود الرامية إلى الحد من النفايات الخطرة وغيرها من المواد عن طريق تعديل الإنتاج الصناعي. طرق الحد من المصدر تشمل تغييرات في تصنيع التكنولوجيا والمدخلات من المواد الخام، وتركيبة المنتج. في بعض الأحيان، فإن مصطلح «منع التلوث» قد تشير إلى الحد من المصدر.
طريقة أخرى للحد من المصدر هي زيادة الحوافز لإعادة التدوير. العديد من المجتمعات المحلية في الولايات المتحدة تعمل على تفعيل متغير لمعدل التسعير للتخلص من النفايات (المعروف أيضا بستدفع حسب ما ترمي—PAYT) الذي كان فعالا في تقليل حجم تدفق النفايات المحلية.
الحد من المصدر يقاس عادة بالكفاءة في تخفيض النفايات. الحد من استخدام المواد السامة يتبع نهج أكثر إثارة للجدل للحد من المصدر، حيث أن الأهداف والمعايير فيه هو احداث تخفيضات في المراحل الأولى من استخدام المواد السامة الحد من استخدام المواد السامة يؤكد أكثر الجوانب الوقائية للحد من المصدر، ولكن نظرا لتركيزها على المدخلات الكيميائية السامة، عورضت بقوة أكبر من قبل مصنعي المواد الكيميائية. برامج الحد من استخدام المواد السامة أنشئت بموجب التشريعات في بعض الدول، على سبيل المثال، ماساتشوستس ونيو جيرسي وأوريغون.

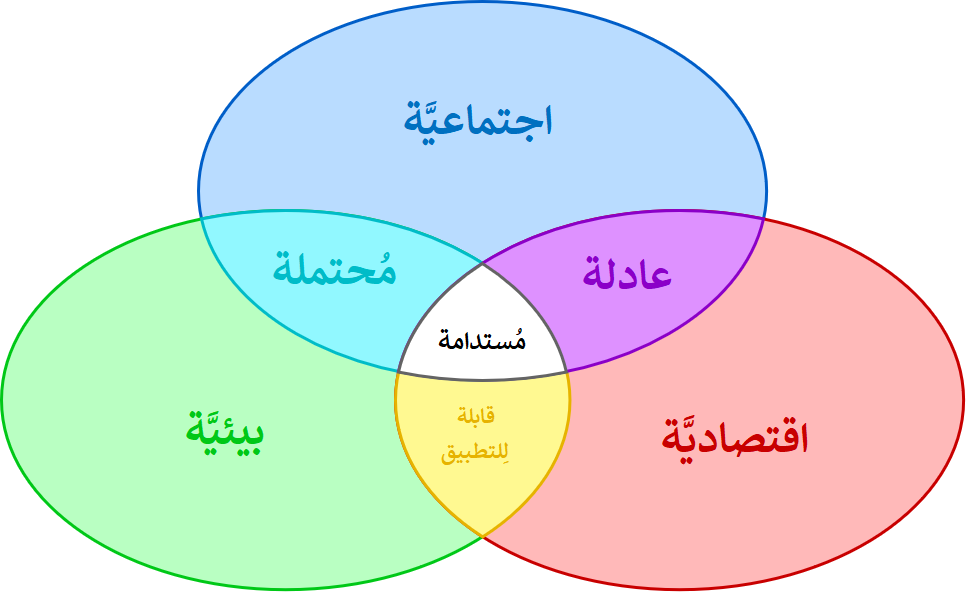

## الروابط الخارجية
- «لنعمل على إعادة التدوير»-المقالات الإخبارية في النقاش الأوروبي عن التسلسل الهرمي للنفايات
- الوصول إلى صفر النفايات